# هوبرت رمزی
هوبرت رمزی (انگلیسی: Hubert Ramsey؛ ۳ اکتبر ۱۸۷۴ – ۸ فوریهٔ ۱۹۶۸) بازیکن لاکراس اهل بریتانیا بود.